# Campeonato Roraimense de Futebol de 2002
O Campeonato Roraimense de Futebol foi a 47.° edição do torneio, aconteceu entre 13 de março e 14 de julho de 2002. O campeão foi o Atlético Roraima,garantiu uma vaga no Brasileirão 2002 - Série C e uma vaga para a Copa do Brasil de 2003.

## Equipes participantes
| - Atlético Roraima (Boa Vista) - GAS (Boa Vista) - Progresso (Mucajaí) - Baré (Boa Vista) - Rio Negro (Boa Vista) - São Raimundo (Boa Vista) - Náutico (Boa Vista) |

## Primeira fase
As sete equipes que disputam o Roraimense de 2002 se enfrentam
em turno único. Classificam-se para a Segunda Fase os quatro primeiros.

### Tabela
1ª Rodada
13/04/2002 - Sábado

Náutico 0x5 Baré - Estádio Canarinho

Progresso 2x3 GAS - Estádio Canarinho
2ª Rodada
20/04/2002 - Sábado

Rio Negro 7x2 São Raimundo - Estádio Canarinho

Roraima 16x1 Progresso - Estádio Canarinho
3ª Rodada
27/04/2002 - Sábado

Baré 3x0 São Raimundo - Estádio Canarinho

GAS 4x4 Náutico - Estádio Canarinho
4ª Rodada
04/05/2002 - Sábado

Progresso 0x11 Rio Negro - Estádio Canarinho

GAS 0x5 Roraima - Estádio Canarinho
5ª Rodada
11/05/2002 - Sábado

Náutico 0x0 São Raimundo - Estádio Canarinho

Baré 3x0 Progresso - Estádio Canarinho
6ª Rodada
18/05/2002 - Sábado

GAS 1x9 Baré - Estádio Canarinho

Rio Negro 1x3 Roraima - Estádio Canarinho
7ª Rodada
22/05/2002 - Quarta-feira

Progresso 1x4 Náutico - Estádio Canarinho

São Raimundo 1x5 Roraima - Estádio Canarinho
8ª Rodada
01/06/2002 - Sábado

Rio Negro 4x1 GAS - Estádio Canarinho

Roraima 0x0 Baré - Estádio Canarinho
9ª Rodada
08/06/2002 - Sábado

São Raimundo 4x1 GAS - Estádio Canarinho

Náutico 0x2 Rio Negro - Estádio Canarinho
10ª Rodada
15/06/2002 - Sábado

Roraima 8x1 Náutico - Estádio Canarinho

São Raimundo 2x2 Progresso - Estádio Canarinho

11ª Rodada
22/06/2002 - Sábado

Baré 2x0 Rio Negro - Estádio Canarinho

## Semi-Finais
Em jogos eliminatórios só de ida.
Os vencedores fazem a final do torneio.
| 29 de junho | Baré | 3 - 1 | São Raimundo | Estádio Canarinho |
|             |      |       |              |                   |

| 29 de junho | Atlético Roraima | 1 - 0 | Rio Negro | Estádio Canarinho |
|             |                  |       |           |                   |

## Final
Em duas partidas. Em caso de igualdade de resultados, haverá
prorrogação e pênaltis, se necessário, para se conhecer o campeão.

### Primeiro jogo
| 07 de julho | Baré   | 1 - 0 | Atlético Roraima | Estádio Canarinho |
|             | Castor |       | Stanley          |                   |

### Segundo jogo
| 14 de julho | Atlético Roraima | 2 - 0 | Baré | Estádio Canarinho |
|             | Erivélter        |       | Beto |                   |

## Premiação
| Campeonato Roraimense de 2002         |
| Campeonato Roraimense                 |
| ------------------------------------- |
| Atlético Roraima Campeão (13º título) |

## Classificação geral
| 1 | Atlético Roraima | 22 | 9 | 7 | 1 | 1 | 40 | 5  | +35 |
| 2 | Baré             | 22 | 9 | 7 | 1 | 1 | 26 | 4  | +22 |
| 3 | Rio Negro        | 12 | 7 | 4 | 0 | 3 | 25 | 9  | +16 |
| 4 | São Raimundo-RR  | 5  | 7 | 1 | 2 | 4 | 10 | 21 | -11 |
| 5 | Náutico          | 5  | 6 | 1 | 2 | 3 | 9  | 20 | -11 |
| 6 | GAS              | 4  | 6 | 1 | 1 | 4 | 10 | 28 | -18 |
| 7 | Progresso        | 1  | 6 | 0 | 1 | 5 | 6  | 39 | -33 |
| Pts – Pontos ganhos; J – Jogos; V - Vitórias; E - Empates; D - Derrotas; GP – Gols pró; GC – Gols contra; SG – Saldo de gols; % - Aproveitamento de pontos; |                  |    |   |   |   |   |    |    |     |